# 平田豊 (プログラマ)
平田 豊（ひらた ゆたか、1976年 - ）は、日本のプログラマ、技術ライター、Linuxカーネル技術講師である。カーネルパッチ勉強会 の主催運営。E2F(組込みエンジニアフォーラム)に所属、インフラ勉強会の発起人の一人でもある。

## 人物
兵庫県生まれ。石川県金沢在住。2004年にTera Termをオープンソース化(原作者の許可済み)し、FFFTPにD&Dパッチ提供(3.0でほぼ削除された模様) の実績などがある。
1998年に神戸大学工学部情報工学科を卒業してから、2018年まで日本電気に勤務。独立し、2019年からは「YOULAB」（ユウラボ）の屋号でフリーランスで活動している。

## 著書[5]
- 正規表現入門. 工学社. (2001年9月14日). ISBN 4-87593-253-7
- これからはじめるPerl&CGI入門ゼミナール. ソーテック社. (2002年3月22日). ISBN 4-88166-268-6
- 平成15年度 ソフトウェア開発技術者 独習合格ドリル. ソーテック社. (2002年10月23日). ISBN 4-88166-311-9
- C言語のしくみ. 工学社. (2003年2月25日). ISBN 4-87593-418-1
- C言語 逆引き大全 500の極意. 秀和システム. (2003年11月28日). ISBN 4-7980-0647-5
- 同名台湾版、Dr Master Press、2005年4月28日、ISBN 957-527-813-5
- C言語トレーニングブック. ソーテック社. (2004年4月28日). ISBN 4-88166-366-6
- Perlトレーニングブック. ソーテック社. (2004年8月10日). ISBN 4-88166-371-2
- 補講C言語. 工学社. (2004年11月22日). ISBN 4-7775-1085-9
- Linuxカーネル解析入門 (I・O BOOKS) (2006年1月) ISBN 4777511898
- 正規表現入門【改訂版】 (I・O BOOKS) (2007年2月) ISBN 477751269X.
- Linuxデバイスドライバプログラミング  (2008年6月28日) ISBN 4797346426
- Linuxカーネル解析入門［増補版］ (I・O BOOKS) (2011年7月1日) ISBN 4777516156
- Linuxカーネル「ソースコード」を読み解く (I・O BOOKS)  (2016年12月) ISBN 4777519864
- Linux技術者のためのC言語入門 (I・O BOOKS) (2018年11月20日) ISBN 477752065X
- ITエンジニア的論理思考テクニック！ 仕事ができる人になるための13の極意。 (2019年1月4日)
- 目指すは生涯現役のITエンジニア！どこでも通用するために今からやっておくべきチェックシート。 (2019年1月10日)
- ITエンジニアとして生き残るための指南書。 自分を守りアップデートするための18のテクニック。 (30分で読めるシリーズ) (2019年1月10日)
- ITエンジニア的論理思考テクニック！ 仕事ができる人になるための13の極意。 (2019年2月20日)
- 独学でプログラマを目指すあなたを応援する本。プログラミングは過去に学んだ知識も無駄にならない (2019年4月19日)
- 超例解Linuxカーネルプログラミング~最先端Linuxカーネルの修正コードから学ぶソフトウェア品質~. C&R研究所. (2019年07月12日). ISBN 978-4863542846
- 「私はどのようにしてLinuxカーネルを学んだか」2019年7月26日発売
- 「ターミナルソフトTera Termガイドブック」2019年8月30日発売
- 組み込みエンジニアが脱サラして独立起業した話する？まんがびと (2020/4/17)
- 「私はどのようにしてLinux カーネルを学んだか　Device Tree編」(まんがびと) (2020/11/27)
- ホントの勉強30の法則　結局、なにが人生の役に立つのか？ ペーパーバック  (2021/5/21)
- Linuxデバイスドライバの開発 (I/O BOOKS) (2021/8/26)
- 技術書のつくり方　本の書き方、企画書作り、出版社探し、執筆ツール、締切、著者宣伝、商業出版の全工程 まんがびと (2021/10/8)
- エンジニアのための文章技術　現場で使えるノウハウがわかる本 オンデマンド (ペーパーバック) (2022/9/16)
- プログラム言語の掟 (I/O BOOKS) (2022/10/26)
- ベテランプログラマーが伝授!現場で20年使える「C言語」入門 (I/O BOOKS) (2023/2/25)
- 私は47歳。仕事はプロのプログラマで本も書くことです。 オンデマンド (ペーパーバック)  (2023/2/24)
- C言語は第二の母国語: 独学学生時代から企業内IT職人時代に培った、独立のための技術とノウハウ (I/OBOOKS) (2023/4/25)
- 基礎からの「Linuxカーネル」(I/O BOOKS) (2024/7/25)